# Ярмолинецький ґебіт
Ярмолине́цький ґебі́т (нім. Kreisgebiet Jarmolinzy «Ярмолинецька округа») — адміністративно-територіальна одиниця генеральної округи Волинь-Поділля Райхскомісаріату Україна з центром у Ярмолинцях, яка існувала протягом німецької окупації Української РСР.

## Історія
Округу (ґебі́т) утворено 1 вересня 1941 опівдні на території тодішніх Ярмолинецького, Городоцького, Михалпільського і Сатанівського районів Кам'янець-Подільської області.
Станом на 1 вересня 1943 Ярмолинецький ґебіт поділявся на 4 німецькі райони: район Городок (нім. Rayon Gorodok), район Михалпіль (нім. Rayon Michalpol), район Сатанів (нім. Rayon Satanow) і район Ярмолинці (нім. Rayon Jarmolinzy).
У Ярмолинцях у 1942 році виходило друковане видання під назвою «На вірній дорозі».
27 березня 1944 року окружний центр Ярмолинці зайняли радянські війська.